# Астробиологическа полева лаборатория
Астробиологическата полева лаборатория (на английски: Astrobiology Field Laboratory) е предложен от НАСА непилотиран планетен космически кораб за изследване на Марс. Очакванията по време на планирането са роувърът да бъде направен от JPL и да се основава на дизайна на Марс Сайънс Лаборътори, но с по-астробиологично ориентирани инструменти. Планове са за изстрелване през 2016 г., но проектът не е финансиран и остава незавършен. Към 2018 г. Mid-Range Rover (MMR) става предпочитания кандидат за мисиите вместо полевата лаборатория.